# Coppa del Brasile 2014
La Coppa del Brasile 2014 (ufficialmente in portoghese Copa do Brasil 2014) è stata la 26ª edizione della Coppa del Brasile.

## Formula
Partite a eliminazione diretta con gare di andata e ritorno. In caso di pareggio nei tempi regolamentari, passa la squadra che ha realizzato il maggior numero di gol fuori casa. Nel caso non sia possibile determinare un vincitore con la regola dei gol fuori casa, sono previsti i tiri di rigore.
Nel primo e secondo turno la squadra che gioca la prima partita in trasferta è quella con il miglior piazzamento nel Ranking CBF e se vince con 2 o più gol di scarto è automaticamente qualificata al turno successivo senza dover disputare la gara di ritorno.

## Partecipanti
6 squadre ammesse di diritto a partire dagli ottavi di finale per essersi qualificate alla Coppa Libertadores 2014, 71 squadre ammesse tramite piazzamenti nelle competizioni statali, 10 tramite Ranking CBF.
Come nell'edizione precedente, è previsto un turno preliminare tra il Rio Branco-AC, 2º classificato nel Campionato Acriano 2013, e il Real Noroeste, vincitore della Copa Espírito Santo 2013.

### Qualificati agli ottavi di finale
Squadre ammesse direttamente agli ottavi di finale:
| Squadra          | Città          | Stato             | Motivo qualificazione                            |
| ---------------- | -------------- | ----------------- | ------------------------------------------------ |
| Atlético Mineiro | Belo Horizonte | Minas Gerais      | Vincitore della Coppa Libertadores 2013          |
| Flamengo         | Rio de Janeiro | Rio de Janeiro    | Vincitore della Coppa del Brasile 2013           |
| Cruzeiro         | Belo Horizonte | Minas Gerais      | Vincitore del Campeonato Brasileiro Série A 2013 |
| Grêmio           | Porto Alegre   | Rio Grande do Sul | 2° nel Campeonato Brasileiro Série A 2013        |
| Athl. Paranaense | Curitiba       | Paraná            | 3° nel Campeonato Brasileiro Série A 2013        |
| Botafogo         | Rio de Janeiro | Rio de Janeiro    | 4° nel Campeonato Brasileiro Série A 2013        |

### Competizioni statali
Squadre ammesse per il miglior piazzamento nei campionati o nelle coppe statali:
| Stato               | Squadra (Città)                       | Motivo qualificazione                                      |
| ------------------- | ------------------------------------- | ---------------------------------------------------------- |
| Acre                | Plácido de Castro (Plácido de Castro) | Vincitore del Campionato Acriano 2013                      |
| Acre                | Rio Branco-AC (Rio Branco)            | 2° nel Campionato Acriano 2013                             |
| Alagoas             | CRB (Maceió)                          | Vincitore del Campionato Alagoano 2013                     |
| Alagoas             | CSA (Maceió)                          | 2° nel Campionato Alagoano 2013                            |
| Alagoas             | Santa Rita (Boca da Mata)             | Vincitore della prima fase del Campionato Alagoano 2013    |
| Amapá               | Santos-AP (Macapá)                    | Vincitore del Campionato Amapaense 2013                    |
| Amazonas            | Princesa do Solimões (Manacapuru)     | Vincitore del Campionato Amazonense 2013                   |
| Amazonas            | Nacional-AM (Manaus)                  | 2° nel Campionato Amazonense 2013                          |
| Bahia               | Vitória (Salvador)                    | Vincitore del Campionato Baiano 2013                       |
| Bahia               | Juazeiro (Juazeiro)                   | 2° nel Campionato Baiano 2013                              |
| Bahia               | Bahia de Feira (Feira de Santana)     | Vincitore della Copa Governador do Estado da Bahia 2013    |
| Ceará               | Ceará (Fortaleza)                     | Vincitore del Campionato Cearense 2013                     |
| Ceará               | Horizonte (Horizonte)                 | Vincitore della prima fase del Campionato Cearense 2013    |
| Ceará               | Barbalha (Barbalha)                   | Vincitore della Copa Fares Lopes 2013                      |
| Distretto Federale  | Brasiliense (Taguatinga)              | Vincitore del Campionato Brasiliense 2013                  |
| Distretto Federale  | Brasília (Brasilia)                   | 2° nel Campionato Brasiliense 2013                         |
| Espírito Santo      | Desportiva (Cariacica)                | Vincitore del Campionato Capixaba 2013                     |
| Espírito Santo      | Real Noroeste (Águia Branca)          | Vincitore della Copa Espírito Santo 2013                   |
| Goiás               | Goiás (Goiânia)                       | Vincitore del Campionato Goiano 2013                       |
| Goiás               | Atl. Goianiense (Goiânia)             | 2° nel Campionato Goiano 2013                              |
| Goiás               | Goianésia (Goianésia)                 | 3° nel Campionato Goiano 2013                              |
| Maranhão            | Maranhão (São Luís)                   | Vincitore del Campionato Maranhense 2013                   |
| Maranhão            | Sampaio Corrêa (São Luís)             | 2° nella Copa São Luís 2013                                |
| Mato Grosso         | Cuiabá (Cuiabá)                       | Vincitore del Campionato Matogrossense 2013                |
| Mato Grosso         | Mixto (Cuiabá)                        | 2° nel Campionato Matogrossense 2013                       |
| Mato Grosso         | Rondonópolis (Rondonópolis)           | Vincitore della Copa Governador de Mato Grosso 2013        |
| Mato Grosso do Sul  | CENE (Campo Grande)                   | Vincitore del Campionato Sul-Matogrossense 2013            |
| Mato Grosso do Sul  | Naviraiense (Naviraí)                 | 2° nel Campionato Sul-Matogrossense 2013                   |
| Minas Gerais        | Villa Nova (Nova Lima)                | 3° nel Campionato Mineiro 2013                             |
| Minas Gerais        | Tombense (Tombos)                     | 4° nel Campionato Mineiro 2013                             |
| Minas Gerais        | Tupi (Juiz de Fora)                   | 5° nel Campionato Mineiro 2013                             |
| Minas Gerais        | Caldense (Poços de Caldas)            | 6° nel Campionato Mineiro 2013                             |
| Pará                | Paysandu (Belém)                      | Vincitore del Campionato Paraense 2013                     |
| Pará                | Paragominas (Paragominas)             | 2° nel Campionato Paraense 2013                            |
| Pará                | Remo (Belém)                          | 3° nel Campionato Paraense 2013                            |
| Paraíba             | Botafogo-PB (João Pessoa)             | Vincitore del Campionato Paraibano 2013                    |
| Paraíba             | Treze (Campina Grande)                | 2° nel Campionato Paraibano 2013                           |
| Paraná              | Coritiba (Curitiba)                   | Vincitore del Campionato Paranaense 2013                   |
| Paraná              | Londrina (Londrina)                   | 3° nel Campionato Paranaense 2013                          |
| Paraná              | Paraná (Curitiba)                     | 4° nel Campionato Paranaense 2013                          |
| Paraná              | J. Malucelli (Curitiba)               | 5° nel Campionato Paranaense 2013                          |
| Pernambuco          | Santa Cruz (Recife)                   | Vincitore del Campionato Pernambucano 2013                 |
| Pernambuco          | Sport Recife (Recife)                 | 2° nel Campionato Pernambucano 2013                        |
| Pernambuco          | Náutico (Recife)                      | Vincitore del primo turno del Campionato Pernambucano 2013 |
| Piauí               | Parnahyba (Parnaíba)                  | Vincitore del Campionato Piauiense 2013                    |
| Piauí               | Flamengo-PI (Teresina)                | Vincitore della Copa Piauí 2013                            |
| Rio de Janeiro      | Fluminense (Rio de Janeiro)           | 3° nel Campionato Carioca 2013                             |
| Rio de Janeiro      | Vasco da Gama (Rio de Janeiro)        | 4° nel Campionato Carioca 2013                             |
| Rio de Janeiro      | Resende (Resende)                     | 5° nel Campionato Carioca 2013                             |
| Rio de Janeiro      | Boavista-RJ (Saquarema)               | 6° nel Campionato Carioca 2013                             |
| Rio de Janeiro      | Duque de Caxias (Duque de Caxias)     | Vincitore della Copa Rio 2013                              |
| Rio Grande do Norte | Potiguar (Mossoró)                    | Vincitore del Campionato Potiguar 2013                     |
| Rio Grande do Norte | América-RN (Natal)                    | 2° nel Campionato Potiguar 2013                            |
| Rio Grande do Norte | ABC (Natal)                           | 3° nel Campionato Potiguar 2013                            |
| Rio Grande do Sul   | Internacional (Porto Alegre)          | Vincitore del Campionato Gaúcho 2013                       |
| Rio Grande do Sul   | Lajeadense (Lajeado)                  | 2° nel Campionato Gaúcho 2013                              |
| Rio Grande do Sul   | São Luiz (Ijuí)                       | 3° nel Campionato Gaúcho 2013                              |
| Rio Grande do Sul   | Novo Hamburgo (Novo Hamburgo)         | Vincitore della Copa FGF 2013                              |
| Rondônia            | Vilhena (Vilhena)                     | Vincitore del Campionato Rondoniense 2013                  |
| Roraima             | Náutico-RR (Caracaraí)                | Vincitore del Campionato Roraimense 2013                   |
| San Paolo           | Corinthians (San Paolo)               | Vincitore del Campionato Paulista 2013                     |
| San Paolo           | Santos (Santos)                       | 2° nel Campionato Paulista 2013                            |
| San Paolo           | San Paolo (San Paolo)                 | 3° nel Campionato Paulista 2013                            |
| San Paolo           | Portuguesa (San Paolo)                | Vincitore del Campionato Paulista Série A2 2013            |
| San Paolo           | São Bernardo (São Bernardo do Campo)  | Vincitore della Copa Paulista 2013                         |
| Santa Catarina      | Criciúma (Criciúma)                   | Vincitore del Campionato Catarinense 2013                  |
| Santa Catarina      | Chapecoense (Chapecó)                 | 2° nel Campionato Catarinense 2013                         |
| Santa Catarina      | Joinville (Joinville)                 | Vincitore della Copa Santa Catarina 2013                   |
| Sergipe             | Sergipe (Aracaju)                     | Vincitore del Campionato Sergipano 2013                    |
| Sergipe             | Lagarto (Lagarto)                     | 3° nella Copa Governo do Estado de Sergipe 2013            |
| Tocantins           | Interporto (Porto Nacional)           | Vincitore del Campionato Tocantinense 2013                 |

1. 1 2  Al turno preliminare.

### Ranking
Squadre ammesse per il miglior piazzamento nel Ranking CBF 2014:
| Pos | Squadra        | Città             | Stato          |
| --- | -------------- | ----------------- | -------------- |
| 11  | Palmeiras      | San Paolo         | San Paolo      |
| 17  | Bahia          | Salvador          | Bahia          |
| 18  | Ponte Preta    | Campinas          | San Paolo      |
| 23  | Avaí           | Florianópolis     | Santa Catarina |
| 25  | Figueirense    | Florianópolis     | Santa Catarina |
| 28  | América-MG     | Belo Horizonte    | Minas Gerais   |
| 30  | Guarani        | Campinas          | Minas Gerais   |
| 31  | ASA            | Arapiraca         | Alagoas        |
| 33  | Grêmio Barueri | Barueri           | San Paolo      |
| 34  | Bragantino     | Bragança Paulista | San Paolo      |

## Risultati

### Turno preliminare
Andata 19 febbraio 2014, ritorno 26 febbraio 2014.
| Squadra 1     | Totale | Squadra 2     | Andata | Ritorno |
| ------------- | ------ | ------------- | ------ | ------- |
| Real Noroeste | 1-2    | Rio Branco-AC | 1-1    | 0-1     |

### Primo turno
Andata 12, 13, 19, 20 marzo, 2, 3, 8, 9, 16, 30 aprile e 1º maggio 2014, ritorno 2, 9, 10, 16, 22, 23, 24, 30 aprile e 7 maggio 2014.
| Squadra 1            | Totale      | Squadra 2       | Andata | Ritorno |
| -------------------- | ----------- | --------------- | ------ | ------- |
| Resende              | 0-1         | Vasco da Gama   | 0-0    | 0-1     |
| Tombense             | 2-3         | Treze           | 1-1    | 1-2     |
| Náutico-RR           | 1-4         | Ponte Preta     | 1-4    | -       |
| São Bernardo         | 2-4         | Paraná          | 1-1    | 1-3     |
| J. Malucelli         | 2-2 5-3 dcr | Vitória         | 1-1    | 1-1     |
| Novo Hamburgo        | 3-2         | Joinville       | 1-0    | 2-2     |
| Flamengo-PI          | 2-3         | Atl. Goianiense | 0-1    | 2-2     |
| Desportiva           | 2-4         | ABC             | 1-0    | 1-4     |
| Mixto                | 0-3         | Santos          | 0-0    | 0-3     |
| Princesa do Solimões | gfc 5-5     | Brasiliense     | 3-1    | 2-4     |
| Londrina             | 3-2         | Criciúma        | 2-0    | 1-2     |
| Goianésia            | 2-2 gfc     | Grêmio Barueri  | 2-2    | 0-0     |
| Vilhena              | 0-3         | Palmeiras       | 0-1    | 0-2     |
| Interporto           | 3-5         | Sampaio Corrêa  | 2-2    | 1-3     |
| Naviraiense          | 1-4         | Avaí            | 1-4    | -       |
| Paragominas          | 0-4         | ASA             | 0-4    | -       |
| Horizonte            | 3-6         | Fluminense      | 3-1    | 0-5     |
| Juazeiro             | 0-2         | Tupi            | 0-2    | -       |
| Sergipe              | 1-1 1-3 dcr | Náutico         | 1-0    | 0-1     |
| Boavista-RJ          | 1-4         | América-RN      | 1-2    | 0-2     |
| Bahia de Feira       | 0-2         | Corinthians     | 0-2    | -       |
| São Luiz             | 3-4         | Nacional-AM     | 2-2    | 1-2     |
| Villa Nova           | 1-3         | Bahia           | 1-1    | 0-2     |
| Santos-AP            | 0-3         | América-MG      | 0-3    | -       |
| Botafogo-PB          | 2-0         | Goiás           | 2-0    | 0-0     |
| Lagarto              | 1-4         | Santa Cruz      | 0-1    | 1-3     |
| Potiguar             | gfc 2-2     | Portuguesa      | 1-0    | 1-2     |
| Santa Rita           | 2-1         | Guarani         | 0-0    | 2-1     |
| CSA                  | 0-4         | San Paolo       | 0-1    | 0-3     |
| Rondonópolis         | 2-4         | CRB             | 2-2    | 0-2     |
| Plácido de Castro    | 1-3         | Figueirense     | 0-0    | 1-3     |
| Lajeadense           | 0-1         | Bragantino      | 0-0    | 0-1     |
| CENE                 | 2-4         | Coritiba        | 2-2    | 0-2     |
| Caldense             | 4-2         | Duque de Caxias | 2-0    | 2-2     |
| Brasília             | 1-3         | Sport Recife    | 1-3    | -       |
| Maranhão             | 3-4         | Paysandu        | 2-2    | 1-2     |
| Remo                 | 1-6         | Internacional   | 1-6    | -       |
| Barbalha             | 0-2         | Cuiabá          | 0-0    | 0-2     |
| Parnahyba            | 1-5         | Ceará           | 0-1    | 1-4     |
| Rio Branco-AC        | 0-2         | Chapecoense     | 0-2    | -       |

### Secondo turno
Andata 22, 23, 24, 30 aprile, 1, 7, 8, 14 e 15 maggio 2014, ritorno 1, 6, 7, 8, 13, 14, 15 maggio, 22, 23 e 24 luglio 2014.
| Squadra 1            | Totale      | Squadra 2       | Andata | Ritorno |
| -------------------- | ----------- | --------------- | ------ | ------- |
| Treze                | 2-3         | Vasco da Gama   | 1-2    | 1-1     |
| Paraná               | 2-2 7-8 dcr | Ponte Preta     | 1-1    | 1-1     |
| Novo Hamburgo        | 3-0         | J. Malucelli    | 1-0    | 2-0     |
| ABC                  | 3-2         | Atl. Goianiense | 1-1    | 2-1     |
| Princesa do Solimões | 3-6         | Santos          | 1-2    | 2-4     |
| Londrina             | gfc 3-3     | Grêmio Barueri  | 0-0    | 3-3     |
| Sampaio Corrêa       | 2-4         | Palmeiras       | 2-1    | 0-3     |
| ASA                  | 4-4 gfc     | Avaí            | 3-2    | 1-2     |
| Tupi                 | 0-3         | Fluminense      | 0-3    | -       |
| América-RN           | 3-2         | Náutico         | 3-0    | 0-2     |
| Nacional-AM          | 0-3         | Corinthians     | 0-3    | -       |
| América-MG           | 1-2         | Bahia           | 0-0    | 1-2     |
| Botafogo-PB          | 2-3         | Santa Cruz      | 1-1    | 1-2     |
| Santa Rita           | 7-2         | Potiguar        | 2-0    | 5-2     |
| CRB                  | 2-4         | San Paolo       | 2-1    | 0-3     |
| Bragantino           | 3-3 4-3 dcr | Figueirense     | 2-1    | 1-2     |
| Caldense             | 0-2         | Coritiba        | 0-2    | -       |
| Paysandu             | gfc 4-4     | Sport Recife    | 2-1    | 2-3     |
| Cuiabá               | 2-5         | Internacional   | 1-1    | 1-4     |
| Chapecoense          | 2-3         | Ceará           | 1-2    | 1-1     |

### Terzo turno
Andata 23, 30, 31 luglio e 6 agosto 2014, ritorno 30 luglio, 6, 13 e 14 agosto 2014. Il fattore campo è stato determinato tramite sorteggio il 15 maggio 2014.
| Squadra 1     | Totale  | Squadra 2     | Andata | Ritorno |
| ------------- | ------- | ------------- | ------ | ------- |
| Ponte Preta   | 1-4     | Vasco da Gama | 0-2    | 1-2     |
| ABC           | 1-2     | Novo Hamburgo | 1-0    | 0-2     |
| Londrina      | 2-3     | Santos        | 2-1    | 0-2     |
| Avaí          | 0-3     | Palmeiras     | 0-2    | 0-1     |
| América-RN    | gfc 5-5 | Fluminense    | 0-3    | 5-2     |
| Corinthians   | 3-1     | Bahia         | 3-0    | 0-1     |
| Santa Rita    | 4-3     | Santa Cruz    | 3-2    | 1-1     |
| Bragantino    | 4-3     | San Paolo     | 1-2    | 3-1     |
| Coritiba      | 3-2     | Paysandu      | 2-0    | 1-2     |
| Internacional | 2-5     | Ceará         | 1-2    | 1-3     |

1. ↑  ABC promosso al turno successivo a seguito della squalifica del Novo Hamburgo da parte del Superior Tribunal de Justiça Desportiva (STJD) per aver schierato nella gara di ritorno un giocatore, Preto, che era squalificato.[13]

### Ottavi di finale

#### Sorteggio
Gli accoppiamenti e il fattore campo sono stati determinati tramite sorteggio il 18 agosto 2014. Le squadre sono state divise in due urne: la prima con le 6 squadre che sono entrate nella competizione a partire dagli ottavi di finale più le due qualificate dal terzo turno con la miglior posizione nel Ranking CBF, la seconda con gli altri 8 club qualificati dopo il terzo turno. Inoltre le squadre di ogni urna sono state ordinanate in base alla posizione nal Ranking CBF e ulteriormente suddivise in gruppi da 2. Ogni squadra della prima urna è stata abbinata a una della seconda e le squadre appartenenti alla stessa coppia sono state inserite nei lati opposti del tabellone, cosicché non si potessero incontrare prima della finale.
Sono contrassegnate con un asterisco (*) le squadre che entrano nella competizione a partire dagli ottavi di finale, tra parentesi è indicata la posizione nel Ranking CBF.
| Urna A                                | Gruppo | Urna B                           |
| ------------------------------------- | ------ | -------------------------------- |
| Grêmio* (1) Corinthians (2)           | 1      | Santos (9) Palmeiras (11)        |
| Flamengo* (3) Vasco da Gama (4)       | 2      | Coritiba (14) Ceará (22)         |
| Cruzeiro* (8) Athl. Paranaense* (10)  | 3      | ABC (29) Bragantino (34)         |
| Botafogo* (12) Atlético Mineiro* (15) | 4      | América-RN (36) Santa Rita (207) |

#### Partite
Andata 26, 27 e 28 agosto 2014, ritorno 2, 3 e 4 settembre 2014.
| Squadra 1     | Totale      | Squadra 2        | Andata | Ritorno |
| ------------- | ----------- | ---------------- | ------ | ------- |
| Grêmio        | 0-2         | Santos           | 0-2    | -       |
| Botafogo      | gfc 5-5     | Ceará            | 1-2    | 4-3     |
| Cruzeiro      | 7-1         | Santa Rita       | 5-0    | 2-1     |
| Vasco da Gama | 2-3         | ABC              | 1-1    | 1-2     |
| Coritiba      | 3-3 2-3 dcr | Flamengo         | 3-0    | 0-3     |
| América-RN    | 3-2         | Athl. Paranaense | 3-0    | 0-2     |
| Palmeiras     | 0-3         | Atlético Mineiro | 0-1    | 0-2     |
| Bragantino    | 2-3         | Corinthians      | 1-0    | 1-3     |

1. ↑  Partita di ritorno non disputata per l'esclusione del Grêmio per cori razzisti dei propri tifosi nei confronti di Aranha, portiere del Santos.[20]

### Quarti di finale
Andata 1º ottobre 2014, ritorno 15 e 16 ottobre 2014. Il fattore campo è stato determinato tramite sorteggio il 5 settembre 2014.
| Squadra 1   | Totale  | Squadra 2        | Andata | Ritorno |
| ----------- | ------- | ---------------- | ------ | ------- |
| Botafogo    | 2-8     | Santos           | 2-3    | 0-5     |
| Cruzeiro    | gfc 3-3 | ABC              | 1-0    | 2-3     |
| América-RN  | 0-2     | Flamengo         | 0-1    | 0-1     |
| Corinthians | 3-4     | Atlético Mineiro | 2-0    | 1-4     |

### Semifinali
Andata 29 ottobre 2014, ritorno 5 novembre 2014. Il fattore campo è stato determinato tramite sorteggio il 17 ottobre 2014.
| Squadra 1 | Totale | Squadra 2        | Andata | Ritorno |
| --------- | ------ | ---------------- | ------ | ------- |
| Cruzeiro  | 4-3    | Santos           | 1-0    | 3-3     |
| Flamengo  | 3-4    | Atlético Mineiro | 2-0    | 1-4     |

### Finale
Il fattore campo è stato determinato tramite sorteggio il 6 novembre 2014.

#### Andata
| Arbitro: | Marcelo de Lima Henrique |

|                    |           |  |
| Luan 8’ Dátolo 58’ | Marcatori |  |

| Atlético-MG | Cruzeiro |

| Atlético Mineiro (4-4-2) |    |                    |     |     |
|                          |    |                    |     |     |
| P                        | 1  | Victor             |     |     |
| D                        | 2  | Marcos Rocha       |     |     |
| D                        | 35 | Jemerson           |     |     |
| D                        | 3  | Leonardo Silva (c) |     |     |
| D                        | 94 | Douglas Santos     |     |     |
| C                        | 28 | Josué              | 86’ |     |
| C                        | 8  | Leandro Donizete   |     |     |
| C                        | 23 | Jesús Dátolo       |     |     |
| C                        | 27 | Luan               |     | 69’ |
| A                        | 9  | Diego Tardelli     |     |     |
| A                        | 13 | Carlos             |     |     |
| A disposizione:          |    |                    |     |     |
| P                        | 40 | Uilson             |     |     |
| P                        | 87 | Giovanni           |     |     |
| D                        | 6  | Edcarlos           |     |     |
| D                        | 16 | Pedro Botelho      |     |     |
| D                        | 43 | Tiago              |     |     |
| C                        | 5  | Pierre             |     |     |
| C                        | 18 | Rafael Carioca     |     |     |
| C                        | 31 | Dodô               |     |     |
| C                        | 41 | Paulinho           |     |     |
| C                        | 95 | Eduardo            |     |     |
| A                        | 22 | Marion             |     | 69’ |
| Allenatore:              |    |                    |     |     |
| Levir Culpi              |    |                    |     |     |

| Cruzeiro (4-2-3-1) |    |                 |       |     |
|                    |    |                 |       |     |
| P                  | 1  | Fábio (c)       |       |     |
| D                  | 22 | Mayke           |       |     |
| D                  | 3  | Léo             |       |     |
| D                  | 4  | Bruno Rodrigo   |       |     |
| D                  | 21 | Miguel Samudio  | 90+1’ |     |
| C                  | 8  | Henrique        |       |     |
| C                  | 16 | Lucas Silva     |       | 46’ |
| C                  | 17 | Éverton Ribeiro |       | 61’ |
| C                  | 28 | Ricardo Goulart |       | 61’ |
| C                  | 25 | Willian         |       |     |
| A                  | 18 | Marcelo Moreno  |       |     |
| A disposizione:    |    |                 |       |     |
| P                  | 29 | Elisson         |       |     |
| D                  | 2  | Ceará           |       |     |
| D                  | 30 | Alex            |       |     |
| D                  | 33 | Manoel          |       |     |
| C                  | 10 | Júlio Baptista  |       | 61’ |
| C                  | 15 | Willian Farias  |       |     |
| C                  | 19 | Nílton          |       | 46’ |
| C                  | 23 | Marlone         |       |     |
| A                  | 11 | Dagoberto       |       | 61’ |
| Allenatore:        |    |                 |       |     |
| Marcelo Oliveira   |    |                 |       |     |

#### Ritorno
| Arbitro: | Luiz Flávio de Oliveira |

|  |           |                      |
|  | Marcatori | 45+1’ Diego Tardelli |

| Cruzeiro | Atlético-MG |

| Cruzeiro (4-4-2) |    |                 |     |     |
|                  |    |                 |     |     |
| P                | 1  | Fábio (c)       |     |     |
| D                | 2  | Ceará           |     | 77’ |
| D                | 3  | Léo             |     |     |
| D                | 4  | Bruno Rodrigo   | 74’ |     |
| D                | 6  | Egídio          | 83’ |     |
| C                | 8  | Henrique        |     | 46’ |
| C                | 19 | Nílton          |     |     |
| C                | 17 | Éverton Ribeiro |     |     |
| C                | 28 | Ricardo Goulart |     |     |
| A                | 25 | Willian         | 18’ | 61’ |
| A                | 18 | Marcelo Moreno  |     |     |
| A disposizione:  |    |                 |     |     |
| P                | 29 | Elisson         |     |     |
| D                | 21 | Miguel Samudio  |     |     |
| D                | 30 | Alex            |     |     |
| D                | 33 | Manoel          |     |     |
| C                | 10 | Júlio Baptista  |     | 77’ |
| C                | 15 | Willian Farias  |     | 46’ |
| C                | 16 | Lucas Silva     |     |     |
| C                | 23 | Marlone         |     |     |
| C                | 31 | Eurico          |     |     |
| A                | 11 | Dagoberto       |     | 61’ |
| A                | 35 | Neilton         |     |     |
| Allenatore:      |    |                 |     |     |
| Marcelo Oliveira |    |                 |     |     |

| Atlético Mineiro (4-4-2) |    |                    |     |     |
|                          |    |                    |     |     |
| P                        | 1  | Victor             |     |     |
| D                        | 2  | Marcos Rocha       |     |     |
| D                        | 35 | Jemerson           |     |     |
| D                        | 3  | Leonardo Silva (c) | 28’ |     |
| D                        | 94 | Douglas Santos     |     |     |
| C                        | 8  | Leandro Donizete   | 83’ |     |
| C                        | 18 | Rafael Carioca     | 9’  | 69’ |
| C                        | 23 | Jesús Dátolo       | 75’ |     |
| C                        | 27 | Luan               | 31’ | 30’ |
| A                        | 13 | Carlos             |     |     |
| A                        | 9  | Diego Tardelli     |     | 83’ |
| A disposizione:          |    |                    |     |     |
| P                        | 40 | Uilson             |     |     |
| P                        | 87 | Giovanni           |     |     |
| D                        | 4  | Réver              |     |     |
| D                        | 16 | Pedro Botelho      |     |     |
| D                        | 20 | Alex Silva         |     |     |
| D                        | 43 | Tiago              |     |     |
| C                        | 5  | Pierre             |     | 69’ |
| C                        | 31 | Dodô               |     |     |
| C                        | 70 | Maicosuel          | 45’ | 30’ |
| C                        | 95 | Eduardo            |     | 83’ |
| A                        | 22 | Marion             |     |     |
| Allenatore:              |    |                    |     |     |
| Levir Culpi              |    |                    |     |     |

## Verdetti

### Qualificazione per la Coppa Sudamericana
Le sette squadre eliminate prima degli ottavi di finale con il miglior piazzamento nella Série A 2013 o nella Série B 2013 si qualificano per la Coppa Sudamericana 2014.
| Squadra       | Posizione 2013 | Turno raggiunto in coppa |
| ------------- | -------------- | ------------------------ |
| Vitória       | 5° in Série A  | Primo turno              |
| Goiás         | 6° in Série A  | Primo turno              |
| Santos        | 7° in Série A  | Ottavi di finale         |
| San Paolo     | 9° in Série A  | Terzo turno              |
| Corinthians   | 10° in Série A | Ottavi di finale         |
| Coritiba      | 11° in Série A | Ottavi di finale         |
| Bahia         | 12° in Série A | Terzo turno              |
| Internacional | 13° in Série A | Terzo turno              |
| Criciúma      | 14° in Série A | Primo turno              |
| Fluminense    | 15° in Série A | Terzo turno              |
| Palmeiras     | 1° in Série B  | Ottavi di finale         |
| Chapecoense   | 2° in Série B  | Secondo turno            |
| Sport Recife  | 3° in Série B  | Secondo turno            |
| Figueirense   | 4° in Série B  | Secondo turno            |
| Portuguesa    | 17° in Série A | Primo turno              |
| Vasco da Gama | 18° in Série A | Ottavi di finale         |
| Ponte Preta   | 19° in Série A | Terzo turno              |
| Náutico       | 20° in Série A | Secondo turno            |

| Legenda | Legenda |
| ------- | --- |
|         | Squadre qualificate |
|         | Squadre qualificate agli ottavi di finale della competizione, non eleggibili per la qualificazione alla Coppa Sudamericana 2014 |

1. ↑  Sport qualificato alla Coppa Sudamericana 2014 come vincitore della Copa do Nordeste 2014.

## Classifica marcatori
Dati aggiornati al 26 novembre 2014.
| Gol |  |  | Giocatore      | Squadra          |
| --- |  |  | -------------- | ---------------- |
| 6   |  |  | Bill           | Ceará            |
| 6   |  |  | Gabriel        | Santos           |
| 6   |  |  | Léo Gamalho    | Santa Cruz       |
| 5   |  |  | Luan           | Atlético Mineiro |
| 5   |  |  | Robinho        | Santos           |
| 4   |  |  | Fred           | Fluminense       |
| 4   |  |  | Luiz Carlos    | Brasiliense      |
| 4   |  |  | Magno Alves    | Ceará            |
| 4   |  |  | Max            | América-RN       |
| 4   |  |  | Marcelo Moreno | Cruzeiro         |
| 4   |  |  | Rafael Moura   | Internacional    |
| 4   |  |  | Rafael Silva   | Santa Rita       |
| 4   |  |  | Willian        | Cruzeiro         |